# Cung điện Sans-Souci
Cung điện Sans-Souci là nơi cư trú hoàng gia của vua Henri I (hay còn gọi là Henri Christophe) của Haiti, Nữ hoàng Marie-Louise và hai người con gái của họ. Đây là nơi quan trọng nhất trong số chín cung điện được xây dựng bởi vua Henri I. Ngoài ra, ông cũng xây dựng rất nhiều các lâu đài, pháo đài, và những ngôi nhà mùa hè, đồn điền đầy màu sắc màu rực rỡ. Quá trình xây dựng cung điện bắt đầu vào năm 1810 và được hoàn thành vào năm 1813. Nó nằm tại thị trấn Milot, Nord. Tên của nó được dịch từ tiếng Pháp có nghĩa là "carefree" (thảnh thơi).
Trước khi xây dựng Sans-Souci, Milot là một đồn điền Pháp do Christophe quản lý trong một thời gian trong cuộc Cách mạng Haiti. Nhiều người còn sống trong số những người thời Henri Christophe ghi nhận sự tàn nhẫn của ông ta, và không biết bao nhiêu người lao động đã chết trong thời gian xây dựng cung điện. Dưới triều đại của Henri I, cung điện là nơi diễn ra nhiều buổi lễ sang trọng. Nó có những khu vườn bao la, những con suối nhân tạo và một hệ thống cấp nước. Mặc dù Sans-Souci bây giờ là một đống đổ nát, nhưng vào thời điểm lộng lẫy của nó, nhiều du khách nước ngoài đã ghi nhận vẻ đẹp của nỏ. Một bác sĩ Mỹ nhận xét rằng nó là "là một trong những dinh thự tuyệt vời nhất của Tây Ấn".
Các sự kiện của Sans Souci-là một phần của chương trình do Henri Christophe tổ chức để chứng minh cho những người ngoại quốc, đặc biệt là những người châu Âu và Mỹ, về sức mạnh và khả năng của các chủng tộc da đen. Niềm tự hào của những người gốc châu Phi trong việc xây dựng các cung điện. Nhà giáo dục người Haiti Pompée Valentin Vastey đã nói rằng "cung điện được xây dựng bởi hậu duệ của người châu Phi, cho thấy rằng chúng ta không làm mất hương vị kiến trúc thiên tài của tổ tiên chúng ta đã bao phủ khắp Ethiopia, Ai Cập, Carthage, và Tây Ban Nha cổ đại với các di tích tuyệt vời". Tuy nhiên, triều đại Christophe là một chế độ quân chủ chuyên chế châu Âu. Ông xưng là vua và hình thành chế độ cha truyền con nối, cùng với việc quy định trang và lễ phục.
Gần cung điện là đỉnh núi pháo đài nổi tiếng Citadelle Laferriere, được xây dựng theo nghị định của Henri Christophe để đẩy lùi một cuộc xâm lược của thực dân Pháp không bao giờ xảy ra. Có một con đường mòn phía sau cung điện dẫn lên pháo đài. Pháp đã công nhận độc lập của Haiti năm 1825 khi Haiti đồng ý trả một khoản phí bồi thường trị giá 150 triệu franc để đổi lấy quan hệ ngoại giao và kinh tế.
Một trận động đất nghiêm trọng trong năm 1842 bị phá hủy một phần đáng kể của cung điện và tàn phá thành phố lân cận Cap-Haitien. Cung điện không bao giờ được xây dựng lại nữa. Cung điện Sans-Souci trước khi chưa bị phá hủy được nhiều người công nhận và đặt cho là "Cung điện Versailles của vùng Caribe".
Năm 1982, UNESCO đã công nhận cung điện Sans-Souci cùng pháo đài gần đó là di sản thế giới bởi nó là "một trong những điểm đáng chú ý nhất ở Tây bán cầu, chứng kiến thập kỷ của bất ổn chính trị và vô luật pháp ở Haiti". Tuy nhiên hiện nay, khu vực này là tương đối ổn định, hòa bình và dễ dàng ghé thăm từ thành phố Cap-Haitien gần đó.